# Final Resolution (dezembro de 2008)
Final Resolution (Dezembro 2008) foi um evento pay-per-view promovido pela Total Nonstop Action Wrestling, ocorreu em 7 de dezembro de 2008 no TNA Impact! Zone em Orlando, Florida. Seu lema foi: "Respect is Earned". A segunda edição no mesmo ano ocorreu devido a uma alteração na cronologia dos pay-per-views feita pela TNA. O Turning Point foi movido para novembro, o Final Resolution para dezembro e o Genesis para janeiro. Esta foi a quinta edição da cronologia do Final Resolution.

## Pré-evento
O Final Resolution deu continuidade a disputa entre The Main Event Mafia e TNA Frontline pela supremacia na TNA. No pay-per-view anterior o Turning Point, Main Event Mafia venceu todos os combates e reteve todos os títulos em disputa, além de em edições do TNA Impact! ter feito ataques seguidos aos membros do Frontline.
Mick Foley, o "Scripted executive shareholder" marcou dois eventos principais para o pay-per-view; o primeiro com Kurt Angle contra Rhino sendo estipulado que se Angle vencesse teria o direito de um combate com Jeff Jarrett, no caso de ser derrotado seria demitido. O segundo envolveria a disputa do TNA World Heavyweight Championship entre Main Event Mafia (Sting, Booker T, Kevin Nash e Scott Steiner) contra TNA Frontline (A.J. Styles, Samoa Joe e Team 3D (Brother Ray e Brother Devon)) pela estipulação em caso de vitória do MEM, Sting continuaria campeão. Se Frontline fossem os vencedores, Stlyles seria o novo campeão.

## O evento

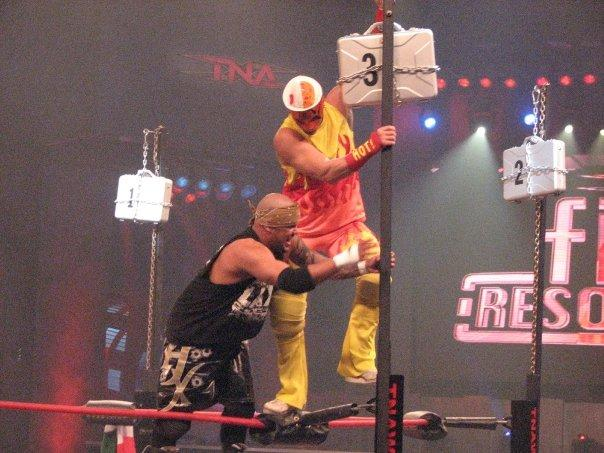
Homcide e Curry Man no Feast or Fired match

Ocorreu também a disputa do "Feast or Fired match", onde 14 wrestlers lutaram por chances pelos títulos da TNA, sendo que um deles seria despedido. Homicide, Jay Lethal, Curry Man e Hernandez pegaram respectivamente as maletas nº 1, 2, 3 e 4. A primeira maleta a ter seu conteúdo divulgado foi a de Jay Lethal que lhe garantiu o direito a uma luta pelo TNA World Tag Team Championship.
Eric Young derrotou o campeão Sheik Abdul Bashir na disputa do TNA X Division Championship.
Christy Hemme derrotou Awesome Kong por desqualificação. Kong foi desclassificada quando Raisha Saeed e Rhaka Khan atacaram Hemme, com o resultado Kong manteve o TNA Knockout Women's Championship.
O evento marcou a primeira aparição de Suicide na TNA, ele expulsou "Motor City Machine Guns" (Alex Shelley e Chris Sabin) que faziam um protesto no ringue.
Kurt Angle derrotou Rhino, com isso garantiu a luta contra Jeff Jarrett no Genesis e a continuidade de seu contrato com a TNA.
The Main Event Mafia derrotou TNA Frontline, com o resultado Sting manteve o TNA World Heavyweight Championship.
Após o evento o gerente-geral Jim Cornette declarou que o TNA X Division Championship estava vago devido a interferência do árbitro Shane Sewell no combate entre Eric Young e Sheik Abdul Bashir e anunciou um torneio para decidir o novo campeão.
Na edição de 11 de Dezembro de 2008 do TNA Impact! o conteúdo das maletas foi revelado, Homicide ganhou o direito de uma luta pelo TNA X Division Championship, Hernandez garantiu uma luta pelo TNA World Heavyweight Championship e Curry Man foi demitido.

## Resultados
| #                              | Lutas | Estipulação                                                       | Tempo |
| ------------------------------ | --- | ----------------------------------------------------------------- | ----- |
| 1                              | Homicide, Jay Lethal, Curry Man e Hernandez foram os vencedores ao pegarem as maletas. Outros participantes: Alex Shelley, Chris Sabin, Jimmy Rave, Lance Rock, Sonjay Dutt, Petey Williams, BG James, Consequences Creed, Cute Kip e Shark Boy | Feast or Fired match                                              | 12:10 |
| 2                              | ODB, Roxxi e Taylor Wilde derrotaram Sharmell e The Beautiful People, (Angelina Love e Velvet Sky) (com Cute Kip) | Six Woman Tag Team match                                          | 07:27 |
| 3                              | Eric Young derrotou Sheik Abdul Bashir (c) | Standard wrestling match pelo TNA X Division Championship         | 08:05 |
| 4                              | Christy Hemme derrotou Awesome Kong (c) (com Raisha Saeed e Rhaka Khan) por desqualificação. | Standard wrestling match pelo TNA Knockout Women's Championship.  | 05:05 |
| 5                              | Beer Money, Inc. (Robert Roode e James Storm) (com Jacqueline) (c) derrotaram Abyss e Matt Morgan | Tag team match pelo TNA World Tag Team Championship               | 11:35 |
| 6                              | Kurt Angle derrotou Rhino (com Mick Foley como árbitro especial) | Standard wrestling match                                          | 14:24 |
| 7                              | The Main Event Mafia (Sting (c), Booker T, Kevin Nash e Scott Steiner) (com Sharmell) derrotou TNA Frontline (A.J. Styles, Samoa Joe e Team 3D (Brother Ray e Brother Devon).                                                                   | Eight-Man Tag team match pelo TNA World Heavyweight Championship. | 21:24 |
| (c) - Campeões antes das lutas | |                                                                   |       |